# Rafa Ojeda
Rafael Ojeda Bermejo (Logroño, 24 de octubre de 1935-Ib. 2 de junio de 2016), conocido como «el cura de Yagüe», fue un sacerdote católico español.

## Biografía
Nació en una familia acomodada en la calle Norte de Logroño el 24 de octubre de 1935.
El 18 de marzo de 1962 fue ordenado presbítero, permaneciendo algunos meses en Vallecas, en el Pozo del Tío Raimundo, conviviendo en las chabolas con los jesuitas que esos años se identificaban con los emigrantes y más empobrecidos en Madrid. Allí conoció de primera mano los incipientes movimientos sociales, que despertaron su sensibilización por los más desfavorecidos.
Regresó a La Rioja en 1963, siendo nombrado párroco de Cabezón de Cameros pero no llegó a subir a los Cameros, sino que en los primeros días de octubre fue nombrado párroco del barrio de Yagüe.
En los primeros tiempos de su presencia en Yagüe trabajó durante diez años en un taller metálico de aluminio; tuvo que dejar de ejercer esa profesión cuando el obispado le planteó la elección: o cura obrero o párroco. También impartió durante unos meses clases en Los Boscos.
En la década de 1960 fue un referente en La Rioja para los primeros movimientos sindicales y políticos frente a la dictadura de Franco. Tuvo problemas con la jerarquía eclesiástica por su compromiso evangélico y con la autoridad política por su identificación con los más pobres y su sembradura de conciencia en el barrio, teniendo como plataforma la parroquia. Las reuniones de tipo religioso se aprovechaban como reuniones sociales en las que se celebraban asambleas de barrio —prohibidas por el franquismo—. Fue detenido preventivamente 72 horas acusado de instigación política y pendiente de una condena de tres años de cárcel.
Desde el piso parroquial en la calle Toledo, creó un espacio para la convivencia de cuantos tuviesen dificultades en el barrio o viniesen de lejos: emigrantes, extranjeros, personas abandonadas. Su labor con el colectivo de presos fue singular, acogiendo en su casa a los reclusos que accedían al tercer grado.
Durante sus 46 años al frente de la Parroquia de Yagüe fue capaz, desde su inmensa sabiduría, de hacer llegar a sus vecinos su cultura, valores, amor por el ser humano y justicia. Para muchos fue un profeta de nuestra época, capaz de anticiparse a acontecimientos históricos con todo lujo de detalles. Conocedor del mundo en general y del ser humano en particular, fue capaz de trabajar aunando ambos conceptos, no apartando nunca sus conocimientos religiosos.
El 27 de octubre de 2009, después de más de 46 años entregado al barrio de Yagüe, se jubiló como párroco cediendo el puesto a Jesús Martínez Cañas.
Murió en Logroño el 2 de junio de 2016.

## Reconocimientos
El 9 de junio de 1985, en la primera edición de las Medallas de Oro de La Rioja, siendo presidente de la Comunidad el socialista José María de Miguel, recibió el reconocimiento junto al jarrero afincado en Madrid Martín Municio, catedrático de bioquímica y biología molecular. Renunció al homenaje y no acudió a la recepción del galardón, en un acto al que apenas acudió público y ni siquiera estuvieron presentes todos los parlamentarios.
En el año 2003 fue galardonado en el II Certamen 'Justicia y Solidaridad', que otorga el Foro Cívico Sáez Porres.
El 10 de junio de 2010 recibe de manos del alcalde de Logroño, Tomás Santos, junto a José Ignacio Macua y Federico Soldevilla, la «Insignia de oro de San Bernabé», galardón que concede la corporación municipal de Logroño a personas que destacan por su contribución al desarrollo cultural, cívico y social de la ciudad.
En noviembre de 2016 el Ayuntamiento de Logroño acordó dedicarle una plaza junto al Centro Cívico de Yagüe, inaugurada por la alcaldesa Cuca Gamarra el 30 de noviembre de 2017.